# Billy Wilder
Billy Wilder (pravim imenom Samuel Wilder) (Sucha, 22. lipnja 1906. – Beverly Hills, 27. ožujka 2002.), bio je austrijsko-američki filmski redatelj i scenarist židovskog podrijetla, čija je karijera trajala preko 50 godina. Najviše je ostao zapamćen kao majstor inteligentnih komedija.

## Mladost
Billy Wilder rodio se u gradu Sucha (od 1965. Sucha Beskidzka) u tadašnjoj Austro-Ugarskoj kao sin Maxa Wildera i Eugenije Dittler.  Nakon što je napustio fakultet novinarstva u Beču, preselio se u Berlin, gdje je počeo honorarno pisati kriminalističke i sportske priče za lokalne novine te je ubrzo dobio redovni posao u berlinskom tabloidu. Nakon dolaska nacista na vlast, Wilder se preselio u Francusku te zatim u SAD. Wilderova majka, baka i očuh su umrli u koncentracijskom logoru u Auschwitzu.

## Karijera
Nakon dolaska u Hollywood 1933. godine, Wilder je dijelio stan s glumcem, također emigrantom, Peterom Lorreom.  Ubrzo je započeo karijeru kao scenarist te je njegov prvi uspjeh bila satira Ninočka (1939.), za koju je nominiran za Oscara. 1942. debitirao je kao redatelj filmom The Major and the Minor, a 1945. njegova je drama Izgubljeni viked, koja je obradila tabu temu alkoholizma, osvojila Oscara i Zlatni globus za najbolji film i režiju, nagrade koje je osvojio i filmom Apartman (1960.). 1950-ih Wilder je većinom snimao komedije, među kojima je osobito bila zapažena Neki to vole vruće. Često je surađivao sa scenaristom I.A.L. Diamondom. 
Od 1970-ih karijera mu je u silaznoj putanji. 1970. snima svoj projekt snova, krimi komediju Privatni život Sherlocka Holmesa, u originalu dugu preko tri sata, skraćenu od producenata za punih sat vremena. Posljednja istaknuta ostvarenja Billyja Wildera su filmovi Avanti! (1972.) i Fedora (1978.).
Wilder je osvojio 6 Oscara, 3 Zlatna globusa i BAFTA-u. Preminuo je 2002. s 95 godina u SAD-u.

## Izabrana filmografija
- 1944. – Dvostruka obmana
- 1945. – Izgubljeni vikend
- 1950. – Bulevar sumraka
- 1953. – Stalag 17
- 1954. – Sabrina
- 1955. – Sedam godina vjernosti
- 1957. – Ljubav poslijepodne
- 1959. – Neki to vole vruće
- 1960. – Apartman
- 1961. – Jedan, dva, tri
- 1963. – Slatka Irma
- 1966. – Kolačić sreće
- 1970. – Privatni život Sherlocka Holmesa
- 1978. – Fedora

## Vanjske poveznice

### Sestrinski projekti
|  | Zajednički poslužitelj ima još gradiva o temi Billy Wilder |

### Mrežna mjesta
- IMDb profil
- Billy Wilder – njemačka veza s Hollywoodom
- Film Noir i Billy Wilder
- Američki majstor
- Wilder bibliografija
- Billy Wilder fan site